# Jure Škoberne
Jure Škoberne (* 20. März 1987 in Šempeter pri Gorici) ist ein slowenischer Schachspieler.
Er spielte für Slowenien bei vier Schacholympiaden: 2008, 2012, 2016 und 2018. Außerdem nahm er viermal an den europäischen Mannschaftsmeisterschaften (2011 bis 2017) und an mehreren Mitropapokalen (2006 bis 2009 und 2012 bis 2013) teil.
In Österreich spielte er für den SV Rapid Feffernitz.
Im Jahr 2007 wurde er Internationaler Meister (IM), im Jahr 2010 wurde ihm der Titel Großmeister (GM) verliehen. 2023 gewann Škoberne in Radenci die slowenische Einzelmeisterschaft.
| Hier fehlt eine Grafik, die leider im Moment aus technischen Gründen nicht angezeigt werden kann. Wir arbeiten daran! |